# احمد المالکی
احمد المالکی (انگلیسی: Ahmed Al-Malki؛ زادهٔ ۲۰ ژانویهٔ ۱۹۹۱) یک ورزشکار اهل عربستان سعودی است.
از باشگاه‌هایی که در آن بازی کرده‌است می‌توان به باشگاه فوتبال القادسیه عربستان سعودی اشاره کرد.